# Finn Viderø
Finn Viderø f. Poulsen (15. august 1906 i Fuglebjerg, Næstved, død 13. marts 1987) var en dansk organist, der som en af de første blev kendt uden for landets grænser i kraft af sine indspilninger af klassiske orgelværker. Han var organist ved Reformert Kirke i København i 1928-41, Jægersborg Kirke i 1942-47, Trinitatis Kirke i København 1947-71 og Skt. Andreas Kirke i København i 1971-77. Han var gæstelærer ved Yale University og æresdoktor ved Åbo Universitet i Finland. I 1933 udgav han sammen med Oluf Ring en meget benyttet orgelskole. Hans orgelspil var kompromisløst og båret af "det totale fravær af effektelementer og publikumsfrieri" (Ivar Mæland) og gav anledning til mange meningsbrydninger. 